# Dražica (Słowenia)
Dražica – wieś w Słowenii, w gminie Borovnica. W 2018 roku liczyła 90 mieszkańców.